# Eburia pilosa
Eburia pilosa är en skalbaggsart som först beskrevs av Wilhelm Ferdinand Erichson 1834.  Eburia pilosa ingår i släktet Eburia och familjen långhorningar. Inga underarter finns listade i Catalogue of Life.